# إريك ويبر (سياسي)
اريك ويبر (بالألمانية: Eric Weber)‏ هو صحفي وسياسي ألماني وسويسري، ولد في 24 يونيو 1963.